# Virginia Gardner
Virginia Elizabeth Gardner (Sacramento, Kalifornia, 1995. április 18. –) amerikai színésznő és modell. 
Legismertebb szerepe Karolina Dean volt a Runaways című Marvel Comics-sorozatban. Feltűnt a Halloween (2018) című filmben is.

## Élete és pályafutása
Sacramentóban született. 
Eleinte édesanyjánál élt, hogy teljes munkaidőben a színészettel foglalkozhasson. Miután sikeresebb lett, saját lakásba költözött és egyedül élt. 2012-ben a Disney Channel Laborpatkányok című sorozatának egy epizódjában tűnt fel. Egy évvel később modellkedni kezdett, emiatt abba akarta hagyni a színészkedést. Ekkor hallott a Glee – Sztárok leszünk! meghallgatásáról. Modellkedett a Kohl, a Love Culture, a HP, a Hollister, az LF és a Famous Footwear márkák számára. 
2015-ben szerepet kapott Az Almanach projekt című sci-fi filmben. 2017 februárjában a Marvel bejelentette, hogy Gardner lesz a novemberben indult Runaways című televíziós szuperhőssorozat Karolina Dane-je.

## Magánélete
2023 augusztusában ment feleségül Jed Elliotthoz, a The Struts basszusgitárosához.

## Filmográfia

### Film
| Év   | Magyar cím                | Eredeti cím           | Szerep           | Magyar hang   |
| ---- | ------------------------- | --------------------- | ---------------- | ------------- |
| 2015 | Az Almanach projekt       | Project Almanac       | Christina Raskin | Lamboni Anna  |
| 2016 | Beavatás                  | Goat                  | Leah             | Nagy Katica   |
| 2016 | Stréberek                 | Good Kids             | Emily            |               |
| 2016 |                           | Tell Me How I Die     | Anna Nichols     |               |
| 2018 |                           | Little Bitches        | Kelly            |               |
| 2018 | Halloween                 | Halloween             | Vicky            | Czető Zsanett |
| 2018 |                           | Monster Party         | Iris             |               |
| 2018 |                           | Liked                 | Catlin           |               |
| 2019 |                           | Starfish              | Aubrey           |               |
| 2020 | Veled minden hely ragyogó | All the Bright Places | Amanda           |               |
| 2022 | Zuhanás                   | Fall                  | Shiloh Hunter    | Molnár Ilona  |
| 2023 | Amikor szerelembe estünk  | See You on Venus      | Amelia "Mia"     | Nagy Blanka   |
| 2023 | Gyönyörű sorscsapás       | Beautiful Disaster    | Abby Abernathy   | Kardos Eszter |
| 2024 | Gyönyörű esküvő           | Beautiful Wedding     | Abby Abernathy   | Kardos Eszter |

### Televízió
| Év        | Magyar cím                               | Eredeti cím                       | Szerep                     | Megjegyzések                   |
| --------- | ---------------------------------------- | --------------------------------- | -------------------------- | ------------------------------ |
| 2011      | Szívek doktora                           | Hart of Dixie                     | Lemon fiatalon             | 1 epizód                       |
| 2012      | Laborpatkányok                           | Lab Rats                          | Danielle                   | 1 epizód                       |
| 2013      | Glee – Sztárok leszünk!                  | Glee                              | Katie Fitzgerald / Marissa | 2 epizód                       |
| 2013–2014 | A Goldberg család                        | The Goldbergs                     | Lexy Bloom                 | visszatérő szereplő (8 epizód) |
| 2015      | Hogyan ússzunk meg egy gyilkosságot?     | How to Get Away with Murder       | Molly Barlett              | 1 epizód                       |
| 2016      | Esküdt ellenségek: Különleges ügyosztály | Law & Order: Special Victims Unit | Sally Landry               | 1 epizód                       |
| 2016      | Gyilkos ügyek                            | Major Crimes                      | Brie Miller                | 1 epizód                       |
| 2016      | Titkok és hazugságok                     | Secrets and Lies                  | Rachel                     | 2 epizód                       |
| 2017      | Zoo – Állati ösztön                      | Zoo                               | Clem-2                     | 2 epizód                       |
| 2017      |                                          | The Tap                           | Michelle Cuttriss          | 1 epizód                       |
| 2017–2019 | Runaways                                 | Marvel's Runaways                 | Karolina Dean              | főszereplő (33 epizód)         |
| 2019      | Dolly Parton: A szív húrjai              | Dolly Parton's Heartstrings       | Harper fiatalon            | 1 epizód                       |
| 2019      | Az erényes Gemstone-ék                   | The Righteous Gemstones           | Lucy                       | 1 epizód                       |
| 2021      |                                          | American Horror Stories           | Bernadette                 | 1 epizód                       |
| 2022      | Gaslit – A Watergate-botrány             | Gaslit                            | Sharon                     | minisorozat (1 epizód)         |

## Fordítás
- Ez a szócikk részben vagy egészben  a   Virginia Gardner című angol Wikipédia-szócikk fordításán alapul.  Az eredeti cikk szerkesztőit annak laptörténete sorolja fel. Ez a jelzés csupán a megfogalmazás eredetét és a szerzői jogokat jelzi, nem szolgál a cikkben szereplő információk forrásmegjelöléseként.